# شهرستان پرنس جرج (مریلند)
شهرستان پرنس جرج (به انگلیسی: Prince George's County) یک منطقهٔ مسکونی در ایالات متحده آمریکا است که در مریلند واقع شده‌است. شهرستان پرنس جرج ۱٬۲۹۲٫۴۱ کیلومتر مربع مساحت دارد.

## خواهرخوانده
شهرهای ریشون لتسیون و Ziguinchor خواهرخوانده‌های شهرستان پرنس جرج، مریلند هستند.